# Mur da Mauá

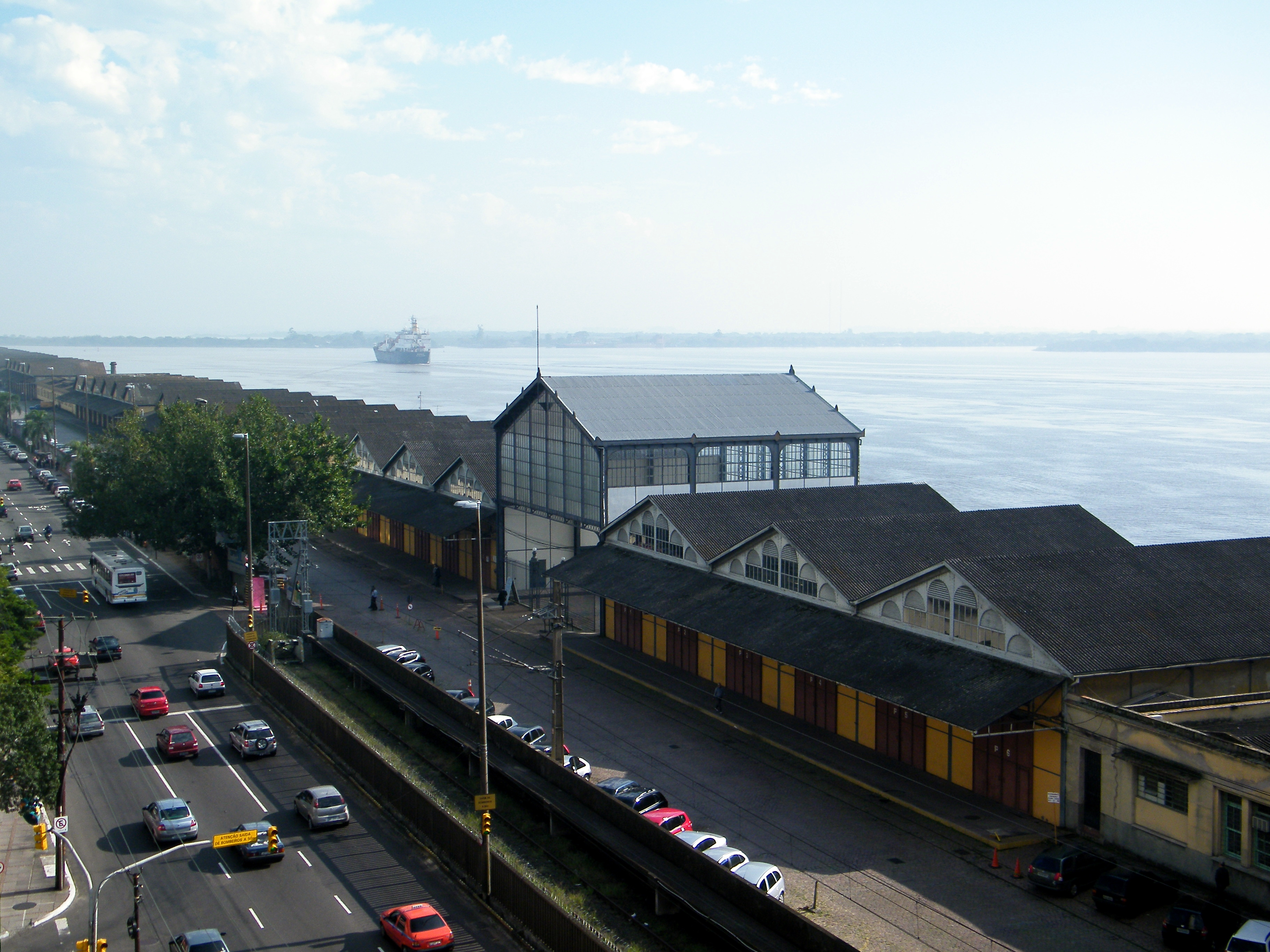
Moll del port, entrada

El Mur de Mauá és una estructura de protecció contra inundacions que es troba entre el moll de Mauá i l'avinguda de Mauá, al centre històric de Porto Alegre, Rio Grande do Sul.
El mur armat de tres metres d'alçada i 2.647 metres de llargària és part d'un sistema de protecció contra inundacions que consta de 68 km de dics, 14 comportes i 19 cases de bombes. El mur representa només el 4% de l'extensió dels dics de protecció del sistema i se situa al llarg del Canal dos Navegantes, part del Delta do Jacuí. El mur es va concloure al 1974.
El sistema es construí per tal d'evitar catàstrofes com la del 1941. Les comportes ja s'han hagut de tancar algunes vegades després de construït.

## Sistema de protecció contra inundacions
A més a més del mur, el sistema conté canals de macrodrenatge (com rierols Diluvi i Cavalcada) i dics muntats sota les avingudes Beira-Rio (al sud) i de la Legalitat i de la Democràcia (al nord). Les cases de bombes (amb un total de 83 bombes amb capacitat de bombejar 159 mil l/s) es troben en punts específics de la ciutat per a dur les aigües cap al llac Guaíba i el riu Gravataí.

## Galeria

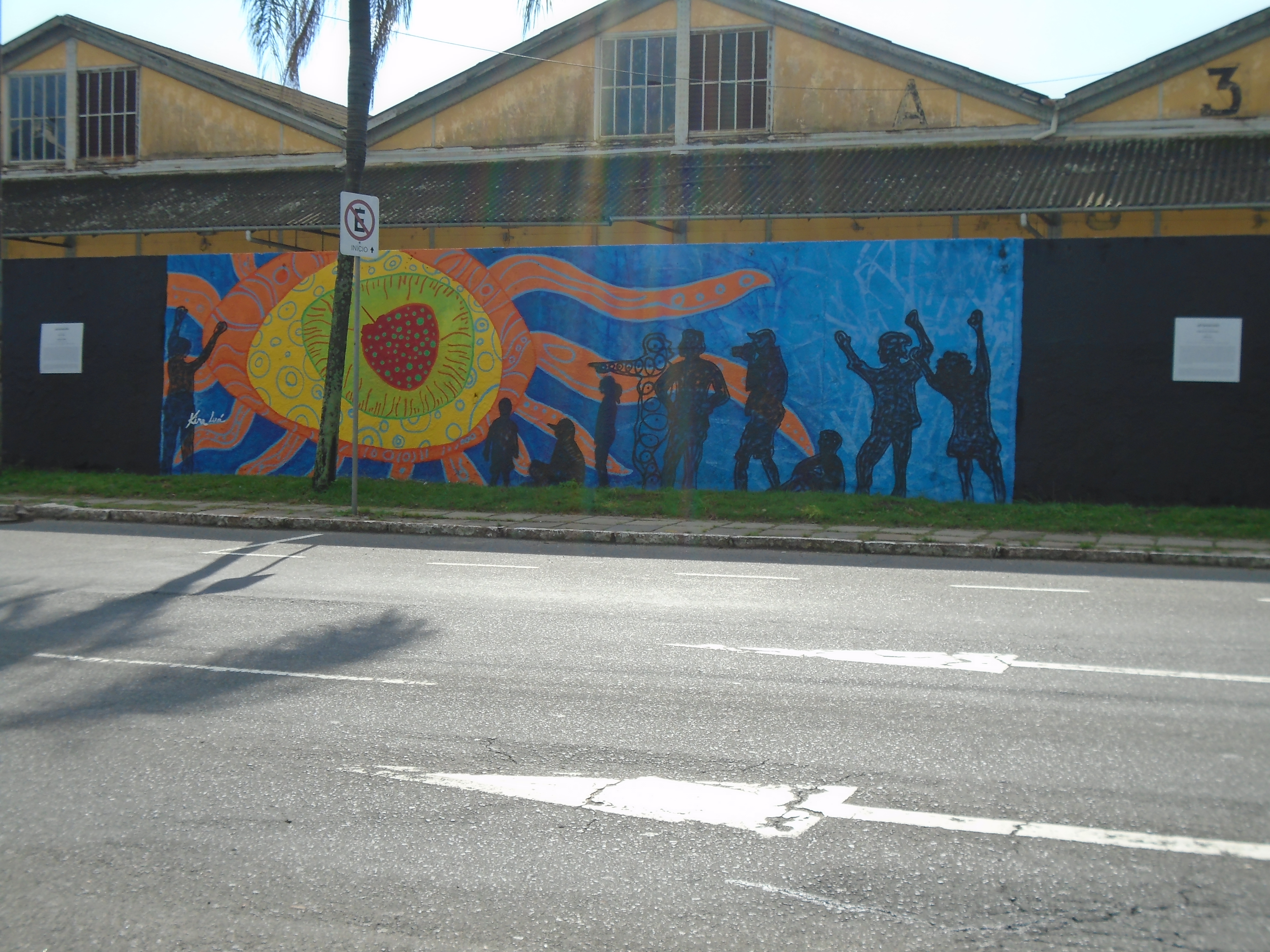
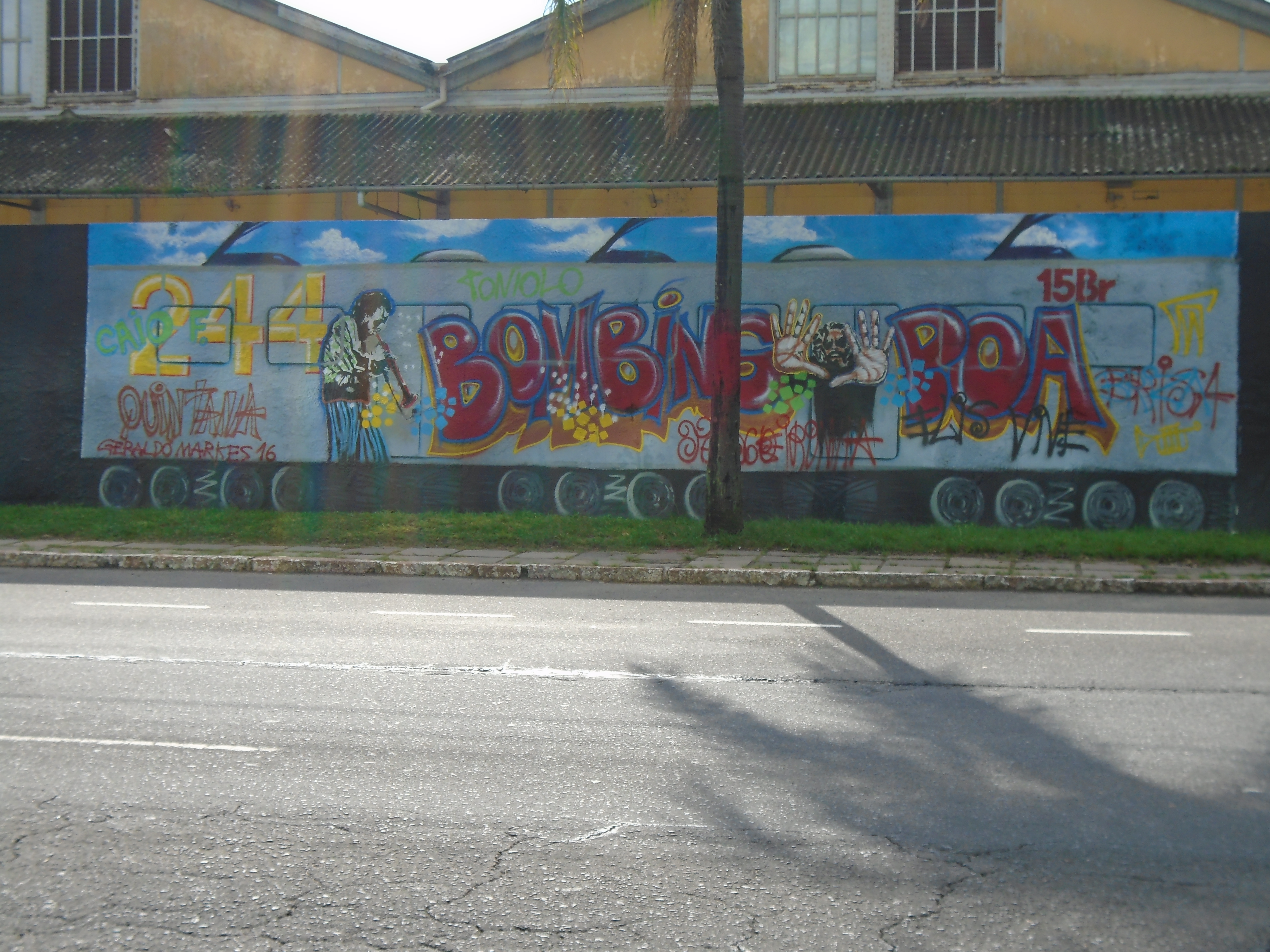
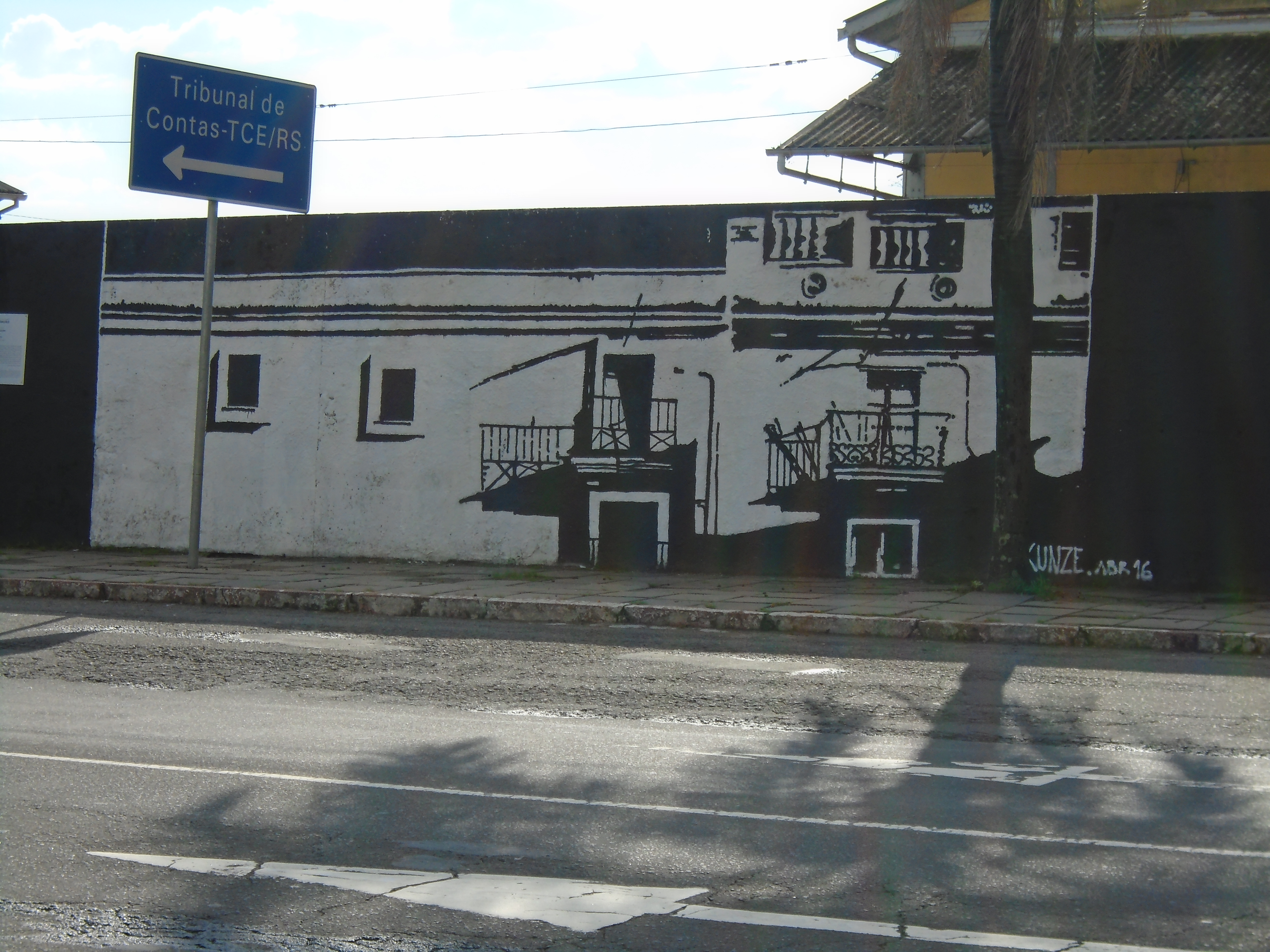
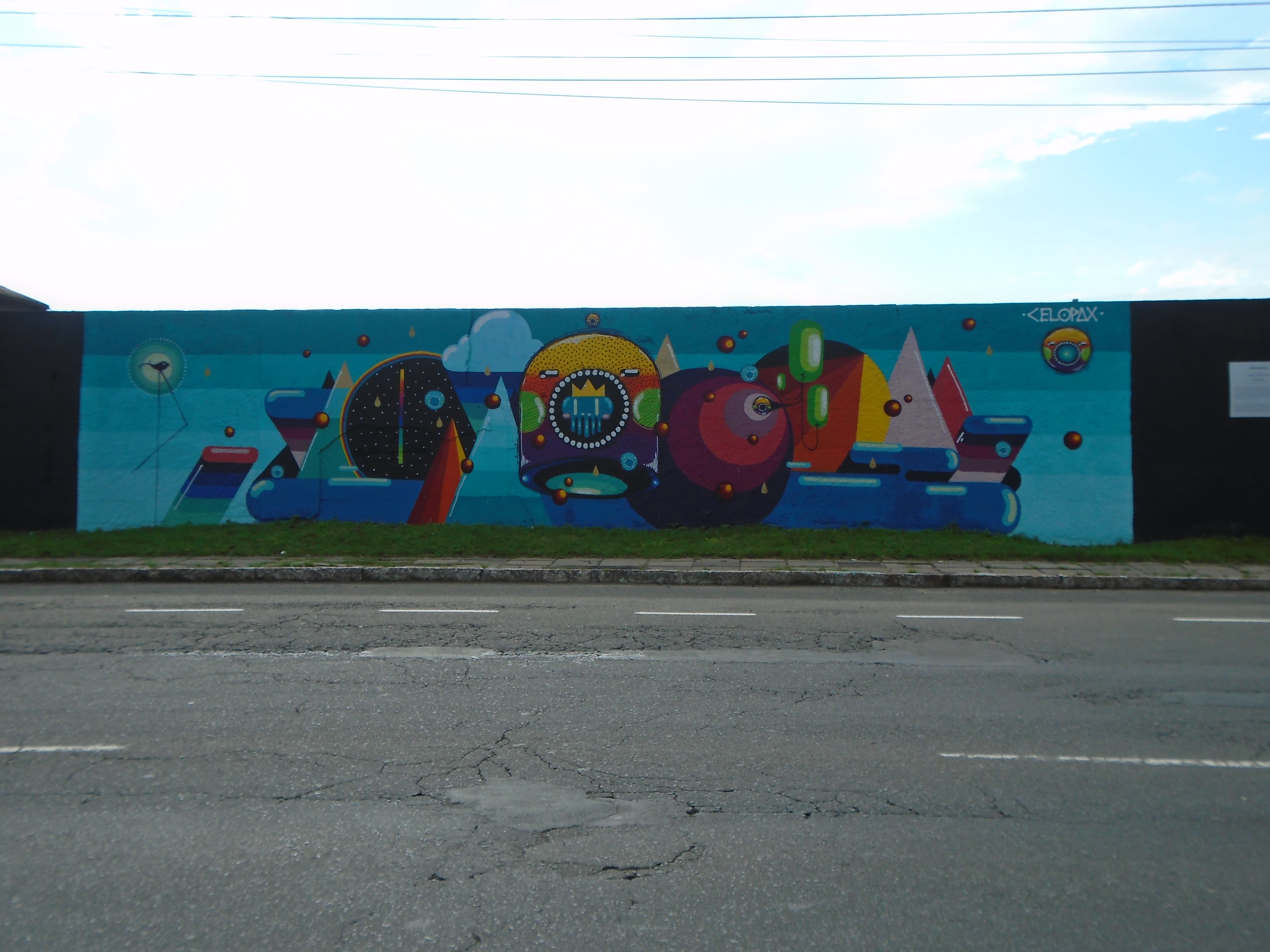